# شهرزاد داستان را به من بگو
شهرزاد داستان را به من بگو (عربی: إحكي يا شهرزاد) یک فیلم به کارگردانی یسری نصرالله است که در سال ۲۰۰۹ منتشر شد. از بازیگران آن می‌توان به سوسن بدر و محمد رمضان اشاره کرد.